# Instituut Mariaburcht
Instituut Mariaburcht in Stevoort (Hasselt) is een secundaire school in en rond het Kasteel van Stevoort.

De school ligt in een groene omgeving waarvan het voormalige kasteelpark beschermd erfgoed is. Er is heel wat sportinfrastructuur en een gemengd internaat.
De school behoort tot christelijke scholengroep Sint-Quintinus Hasselt.

## Geschiedenis
In 1922 was het kasteel van Stevoort te koop. De leden van de provincieraad vonden het een uitstekende gelegenheid om er een landbouwhuishoudschool op te richten. Dit soort onderwijs was toen nog niet aanwezig in Limburg. Het kasteeldomein met 11 ha daarvoor een ideale keuze. In november 1925 verkocht de Provincieraad het landgoed aan de Zusters van Berlaar die er al vanaf 1923 de landbouwhuishoudschool bestuurden. Het kasteel werd omgevormd tot de school Mariaburcht. In de loop van de jaren werden er nog verschillende veranderingen aangebracht. Stevoort genoot veel aanzien en het aantal leerlingen steeg jaarlijks zodat men reeds in 1935 genoodzaakt was de school te vergroten. Langs de noordkant van het kasteel werd een nieuwe bouw opgericht. Het Instituut werd verder uitgebouwd met A.S.O.-, T.S.O.- en B.S.O.-afdelingen en staat vooral bekend om zijn sportafdelingen. In 1960 werd de school nog verder uitgebreid met onder andere een sporthal, een sportzaal en een overdekt zwembad.

### Cijfers
- Op 27 oktober 1981 telde Mariaburcht 697 leerlingen.
- Het internaat van Mariaburcht herbergt ongeveer 50 meisjes. Vanaf 2020 kunnen ook jongens op internaat.
- De school telt tegenwoordig  meer dan 800 leerlingen in verschillende richtingen.
- In 2021 beschikt de school over 122 personeelsleden waarvan 107 leerkrachten.